# Tomasz Augustynowicz
Tomasz Matwejewitsch Augustynowicz (russisch Фома Матвеевич Августинович; * 1809 in Kokiszkach, Gouvernement Litauen-Wilna oder 1810 in Kriwitschi, Gouvernement Minsk; † 1. Junijul. / 13. Juni 1891greg. in Schwintzen) war ein polnisch-russischer Arzt, Botaniker und Ethnograph.

## Leben
Augustynowicz stammte aus  einer freien oder leibeigenen Bauernfamilie. Er besuchte das Gymnasium in Swislatsch (Abschluss 1830) und studierte dann an der Universität Wilna in der Medizinischen Fakultät. 1832 wurde die Medizinische Fakultät die Medizinisch-Chirurgische Akademie, an der er 1835 das Studium mit einer Silber- oder Goldmedaille abschloss. Sein erstes Buch Instrumenta chirurgica in discentium commodum 50 tabulis depicta et lapidi incisa erschien 1835 in Wilna, wofür er eine Prämie von 300 Rubel erhielt.
Da Augustynowicz ein staatliches  Stipendium genossen hatte, kam er nach dem Studium in den Militärdienst und war Stabsarzt im Brjansker Jäger-Regiment. 1840 wurde er Oberarzt in der 7. Artillerie-Brigade, aus der er 1842 entlassen wurde. 1846–1853 diente er im Gouvernement Poltawa. 1860 oder 1868 wurde er Medizinischer Inspektor im Gouvernement Perm.
Augustynowicz war mit der Botanik vertraut und kannte die Heilwirkung von Pflanzen. An allen Orten, an denen er gearbeitet hatte, studierte er die lokale Flora und schickte die gesammelten Pflanzen an den Kaiserlichen Botanischen Garten St. Petersburg, wofür er jährlich 300 Rubel erhielt. Seine Sammlungen bearbeiteten Friedrich Schmidt, Ferdinand Gottfried von Herder und Ernst Rudolph von Trautvetter. Die gesamte Sammlung Augustynowiczs mit etwa 40.000 Exemplaren befindet sich im Herbarium des Botanischen Gartens St. Petersburg. Auch hatte Augustynowicz Sammlungen eingeschickt, die er aus China, Hongkong und Singapur erhalten hatte.
Augustynowicz nahm 1870 an der Expedition der Kaiserlichen Russischen Geographischen Gesellschaft in den Ural teil. Im Januar 1871 wurde er nach St. Petersburg in das Medizin-Departement des Innenministeriums versetzt.
Im Juni 1871 wurde Augustynowicz mit Berufung in die Kommission für die Untersuchung der Bedingungen der Katorga-Arbeit nach Sachalin geschickt. Im August 1871 war er in Nikolajewsk am Amur und dann in dem Militärposten Due bei Alexandrowsk-Sachalinski. Auf Sachalin arbeitete er 9 Monate lang. Auch war er ärztlich tätig und sammelte weiter Pflanzen. In seinen Tagebüchern, die später veröffentlicht wurden, beschrieb er nicht nur das Leben der russischen Katorga-Häftlinge, sondern auch das Leben und die Sitten der Giljaken, Orotschen und Ainu. Als einer der Ersten beschrieb er detailliert das Bärenfest der Giljaken. 1872–1873 führte er Reisen in der Region Primorje und in den Gouvernements Irkutsk und Tobolsk durch.
1874 arbeitete Augustynowicz als Mitglied einer Ärzte-Kommission in Jakutien und bereiste den Okrug Wiljuisk. 1875–1876 lebte er in Srednekolymsk und durchfuhr in den Sommern die gesamte Kolyma vom Werchnekolymski ulus bis zur Ostsibirischen See. Auch hier war er ärztlich tätig. Das Ergebnis der Reisen waren sorgfältige Beschreibungen der Behausungen, der Kleidung, des Essens, der Religion und der Sitten der Jakuten, Jukagiren, Ewenken, Ewenen und Tschuktschen. Auch beschrieb er das Leben der Goldsucher an der Lena und am Witim.
In den Jahren 1879 und 1880 begleitete Augustynowicz Gruppen von Verbannten nach Sachalin. Er nahm an der ersten Fahrt des Dampfschiffs Nischni Nowgorod der Russischen Freiwilligen Flotte von Odessa nach Sachalin durch den gerade eröffneten Suezkanal teil.
Ein Berg des Sussunaiski-Gebirges im Südosten Sacalins trägt Augustynowiczs Namen. Eine Seggen-Art ist nach ihm benannt.